# Любитель-166 универсал
«Люби́тель-166 универса́л» («Люби́тель-166 У») — советский среднеформатный двухобъективный зеркальный фотоаппарат. Сконструирован на основе камеры «Любитель-166В».
После поступления в продажу фотоаппарата «Любитель-166В» в журнале «Советское фото» (1983, 5, стр. 42) появились описания фотолюбительских переделок этой камеры на размер кадра 4,5×6 см. На Ленинградском оптико-механическом объединении начался выпуск «Любителя-166 универсал», комплектовавшегося дополнительной сменной рамкой на размер кадра 6×4,5 см, на задней стенке камеры появились дополнительное смотровое окно для перемотки плёнки по цифрам на ракорде, на коллективную линзу видоискателя нанесены линии, означающие меньший кадр. С 1983 по 1996 год выпущено 412 187 штук.

## Технические характеристики
- Корпус аппарата — пластмассовый.
- Тип применяемого фотоматериала — плёнка типа 120.
- Размер кадра — 6×6 см (12 кадров) или 6×4,5 см (16 кадров).
- Перемотка фотоплёнки по цифрам на ракорде рольфильма, на задней стенке камеры с переключателем смотровых окон со светофильтром красного цвета, для размеров кадра 6×6 или 6×4,5 см. Ракорд (защитная светонепроницаемая бумага, наложенная на фотоплёнку) имеет ряды цифр, по которым происходит визуальная перемотка. Для разных размеров кадра (6×9, 6×6, 6×4,5 см) — свои ряды цифр.
- Взвод затвора отдельный от перемотки плёнки. Фотографический затвор — центральный междулинзовый, значения выдержек: 1/250, 1/125, 1/60, 1/30, 1/15 и «B». Резьба под спусковой тросик.
- Кабельный синхроконтакт «Х», выдержка синхронизации с фотовспышкой — любая. На некоторых фотоаппаратах также имеется центральный синхроконтакт.
- Съёмочный объектив «Т-22» 4,5/75, просветлённый, резьба для светофильтров — 40,5×0,5 мм, диафрагмирование объектива от f/4,5 до f/22.
- Объектив видоискателя — однолинзовый 2,8/75, связан шестерёночной передачей со съёмочным объективом, происходит одновременная фокусировка. Объектив видоискателя имеет меньшую глубину резко изображаемого пространства (f/2,8 у видоискателя против f/4,5 у съёмочного), что позволяет производить более точную фокусировку (от 1,3 м до бесконечности).
- Видоискатель — складывающаяся светозащитная шахта, фокусировочный экран — коллективная линза, в центре которой находится матовый круг, откидная лупа для облегчения фокусировки. В передней стенке шахты окрывающееся окно, превращающее шахту в рамочный видоискатель. Поле зрения видоискателя — 53×53 мм (для кадра 6×6 см).
- Механический автоспуск.
- Резьба штативного гнезда — 1/4 дюйма.

## Галерея
|                                                       |                                                           |                                                      | |                                           |
| «Любитель-166 универсал», шахтный видоискатель сложен | Шахта может быть трансформирована в рамочный видоискатель | Задняя стенка камеры с переключателем смотровых окон | Коллективная линза с фокусировочным экраном, видны две горизонтальные линии, определяющие размер кадра 4,5×6 см | Фотоаппарат подготовлен к зарядке плёнкой |

## Любитель-166+
Современная версия фотоаппарата выпускается под названием «Любитель-166+ Универсал». Комплект дополнительных принадлежностей «Lubikin» включает адаптер для 35-мм фотоплёнки, позволяя снимать на ней вертикальные панорамы с кадром 58×33 мм. При этом пространство плёнки, на котором расположена перфорация, также экспонируется, давая кадр необычного вида. Фотоаппарат поставляется на экспорт по цене 289.99 долларов и предназначен для любителей ломографии.